# Dionisis Chiotis
Dionisis Chiotis - em grego, Διονύσης Χιώτης (Atenas, 4 de junho de 1977) é um ex-futebolista grego que atuava como goleiro.

## Carreira
Profissionalizou-se no AEK em 1994, permanecendo no clube até 1998, quando foi emprestado ao Ethnikos Piraeus (17 partidas) e na temporada seguinte foi para o Proodeftiki, também por empréstimo (18 jogos). De volta ao AEK em 2000, e após a contratação do italiano Stefano Sorrentino, foi para o banco de reservas e saiu do clube em 2007, assinando com o Kerkyra, onde jogou durante uma temporada antes de ser contratado pelo APOEL (Chipre) em 2008.
O goleiro foi um dos destaques da inédita classificação à fase de grupos da Liga dos Campeões da UEFA de 2009–10 (a primeira participação de um clube cipriota na competição), contribuindo para o baixo número de gols levados pelo APOEL na temporada. O ponto alto da campanha dos Thrylos na Liga dos Campeões foi o empate sem gols contra o Atlético de Madri, e suas atuações evitaram placares com diferença maior que um gol - foi eliminado com -3 (mesmo saldo de Juventus e Rubin Kazan). Na edição de 2011–12, o APOEL foi a grande surpresa do torneio, chegando às quartas-de-final (foi eliminado pelo Real Madrid), e o destaque foi na decisão por pênaltis contra o Lyon, onde Chiotis pegou as cobranças de Alexandre Lacazette e Michel Bastos. Após 112 partidas (121 no total) e um pentacampeonato nacional, o goleiro não renovou o contrato e deixou os Thrylos em 2015 para encerrar a carreira em seu país natal, jogando por Trikala e Apollon Smyrnis.

## Seleção Grega
A única partida de Chiotis pela Seleção Grega foi em 2002, e seu desempenho no APOEL fez com que ele integrasse a lista preliminar para a Eurocopa de 2012, mas foi preterido por Michalis Sifakis na convocação definitiva.

## Championship Manager
No jogo de computador Championship Manager 01/02, a versão virtual do goleiro é considerada uma das melhores do jogo, fazendo parte de um curioso grupo de jogadores chamado "Super Gregos" (que tinham, com as atualizações, um nível técnico mais evoluído ou maior facilidade para fazê-lo).

## Títulos
AEK Atenas
- Copa da Grécia: 3 (1995–96, 1996–97 e 2001–02)
- Supercopa da Grécia: 1 (1996)

APOEL
- Campeonato Cipriota: 5 (2008–09, 2010–11, 2012–13, 2013–14 e 2014–15)
- Copa do Chipre: 2 (2013–14 e 2014–15)
- Supercopa do Chipre: 4 (2008, 2009, 2011 e 2013)

Apollon Smyrnis
- Beta Ethniki: 1 (2016–17)